# Сен-Нектер, Анри де
Анри де Сен-Нектер (фр. Henri de Saint-Nectaire; 1667 — 1 апреля 1746), граф де Бринон, называемый маркизом де Сентером — французский генерал и дипломат.

## Биография
Сын Жана-Шарля де Сен-Нектера, графа де Бринона, и Маргерит де Бов.
Был крещён 21 марта 1667 года.
Поступил на службу в первую роту мушкетеров в 1686 году. Лейтенант пехотного полка короля (1687), 2 марта 1688 года получил лейтенантство в полку Французской гвардии; служил при осадах и взятии Филиппсбурга, Мангейма и Франкенталя. В следующем году в составе гвардейского полка сражался в битве при Валькуре. 8 марта 1690 стал капитаном в том же полку. Был ранен в битве при Флёрюсе (1690), участвовал в осаде Монса и битве при Лёзе (1691).
2 апреля 1692 года был назначен кампмейстером драгунского полка своего имени (позднее Николаи), сложил командование гвардейской ротой и в кампанию того года участвовал в осаде Намюра, битве при Стенкерке и бомбардировке Шарлеруа. В 1693 году сражался в битве при Марсалье; служил в Итальянской армии до 1696 года, когда принял участие в осаде Валенцы. В 1697 году был направлен на Лис, служил при осаде Ата и закончил войну на Маасе.
В 1701 году служил во Фландрской армии, в феврале 1702 был переведен в Италию, в августе сражался под Луццарой, затем внес вклад во взятие Гуасталлы и Боргофорте и 1 октября был произведен в бригадиры. В 1703 году был в бою при Кастельнуово-де-Бормии, командовал блокадой Берцелло, овладел Дезенсано. Служил при осадах и взятии Верчелли, Ивреи и ее цитадели (1704).
Кампмаршал (26.10.1704), сложил командование полком и выступил на осаду Верруа, сдавшейся в апреле 1705. В августе сражался в битве при Кассано, после чего доставил королю известие о победе. Вернувшись в Италию, в апреле 1706 участвовал в битве при Кальчинато, служил при осаде Турина, в сражении под стенами которого был ранен и взят в плен.
Обменянный в мае 1707, 29-го числа был направлен во Фландрскую армию, державшуюся в обороне. В следующем году сражался при Ауденарде и Винандале. 18 июня 1709 года получил назначение в Рейнскую армию маршала Аркура, в которой продолжил службу и в следующем году. 8 марта 1718 года был произведён в генерал-лейтенанты.
В 1719 году был назначен чрезвычайным послом в Великобританию. 3 июня 1724 года был пожалован в рыцари орденов короля, после чего оставил службу.
Был холост и ему наследовал кузен Жан-Шарль де Сен-Нектер.